# Mont Rigi
Mont Rigi is een plaats in de Belgische Hoge Venen gelegen tussen Signaal van Botrange (694 meter boven TAW) en Baraque Michel (674 meter boven TAW). Mont Rigi ligt tussen de hoogte van Botrange en een kleiner heuveltje (681 m TAW) aan de N68 op het grondgebied van Waimes.
In de winter is het mogelijk om in Mont Rigi te langlaufen en ook alpineskiën is mogelijk.
In het "Station scientifique des Hautes-Fagnes" is onder andere een weerstation van het KMI aanwezig.

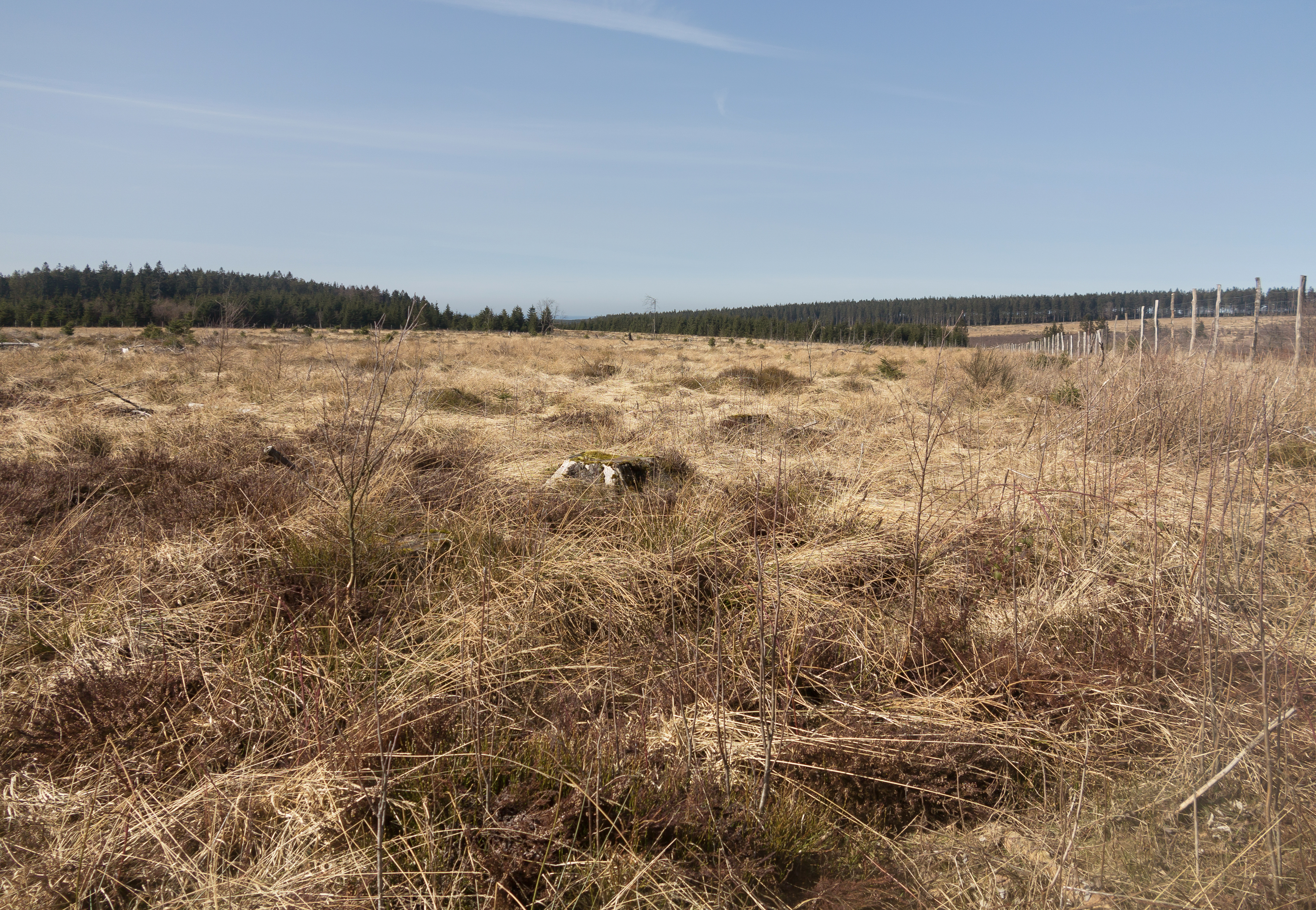
Hoogveen tussen Mont Rigi en Mont